# Lama (Kamel)

Verbreitungsgebiet:
Um 1520 (Lama)
Um 1999 (Lama und Alpaka)

Das Lama (Lama glama) ist eine Art der Kamele. Es ist in den südamerikanischen Anden verbreitet und eine vom Guanako abstammende Haustierform.

## Körperbau
Lamas erreichen eine Schulterhöhe von 110 bis 130 cm, manchmal sogar auch bis 140 cm, und ein Gewicht von 120 bis 150 kg. Im Gegensatz zu den Altweltkamelen (Dromedar und Trampeltier) haben Lamas keinen Höcker. Wie bei den meisten Haustieren ist auch beim Lama die Farbe sehr variabel. Es gibt einfarbig weiße, braune und schwarze Lamas sowie solche, die in diesen Farben gefleckt oder anders gemustert sind. Auch gepunktete Lamas kommen vor. Wie Altweltkamele haben Lamas an den Füßen Sohlenpolster (Tylopoden), und ihre Oberlippe ist gespalten und sehr beweglich.

## Fortpflanzung
Die Tiere erreichen die Geschlechtsreife mit zwei Jahren.
Bei Lamastuten wird die Ovulation erst durch den Deckakt ausgelöst (provozierte oder auch induzierte Ovulation). Nach einer Tragezeit von elf bis zwölf Monaten wird ein Fohlen, genannt Cria, geboren. In extrem seltenen Fällen gibt es Zwillingsgeburten.

## Ernährung
Lamas ernähren sich von krautigen Pflanzen, Gräsern, einschließlich den Familien der Süß- und Federgräser, sowie von Sträuchern, Flechten und Blättern.

## Domestizierung

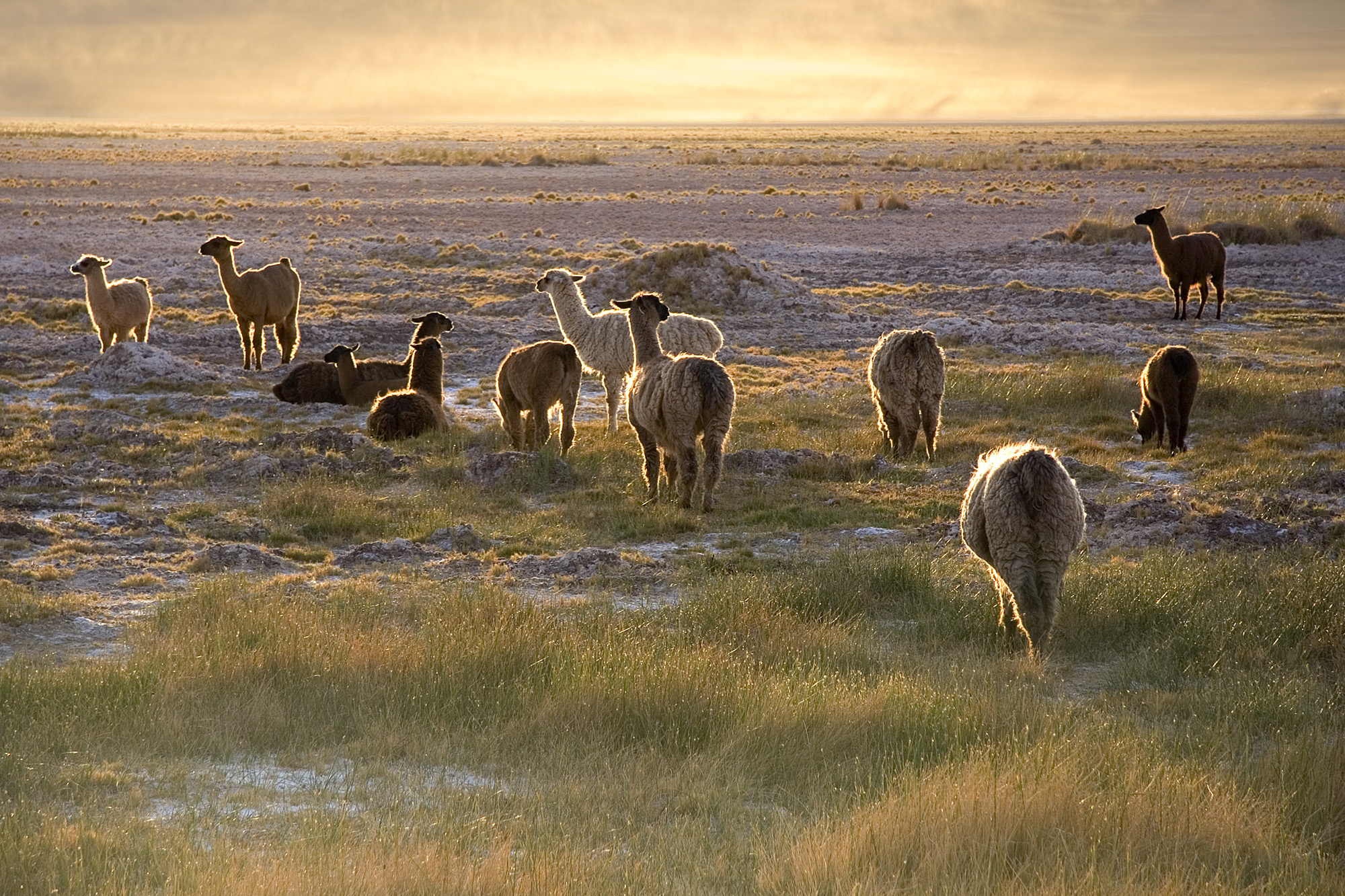
Lamas in San Pedro de Atacama in Chile

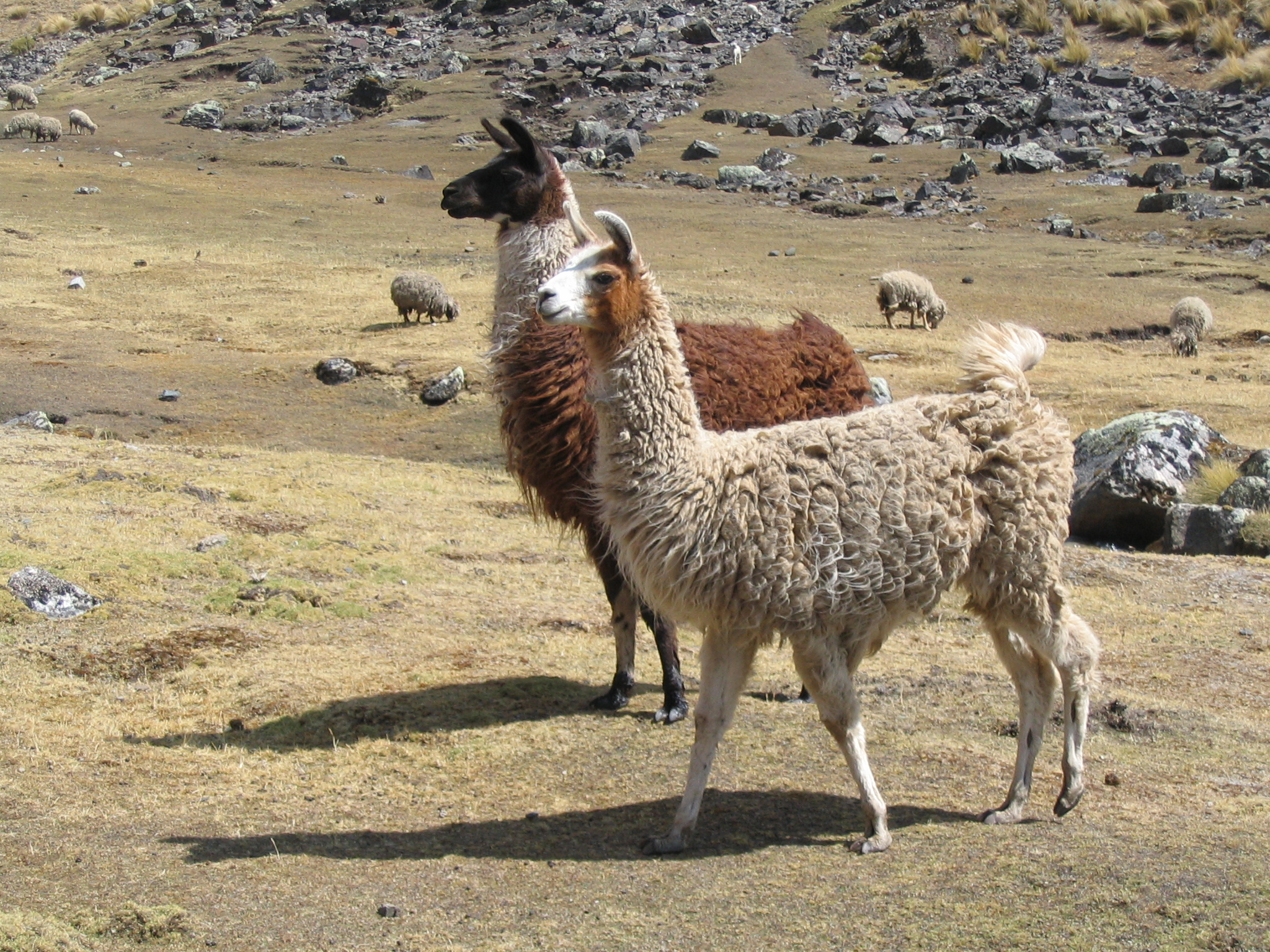
Lamas

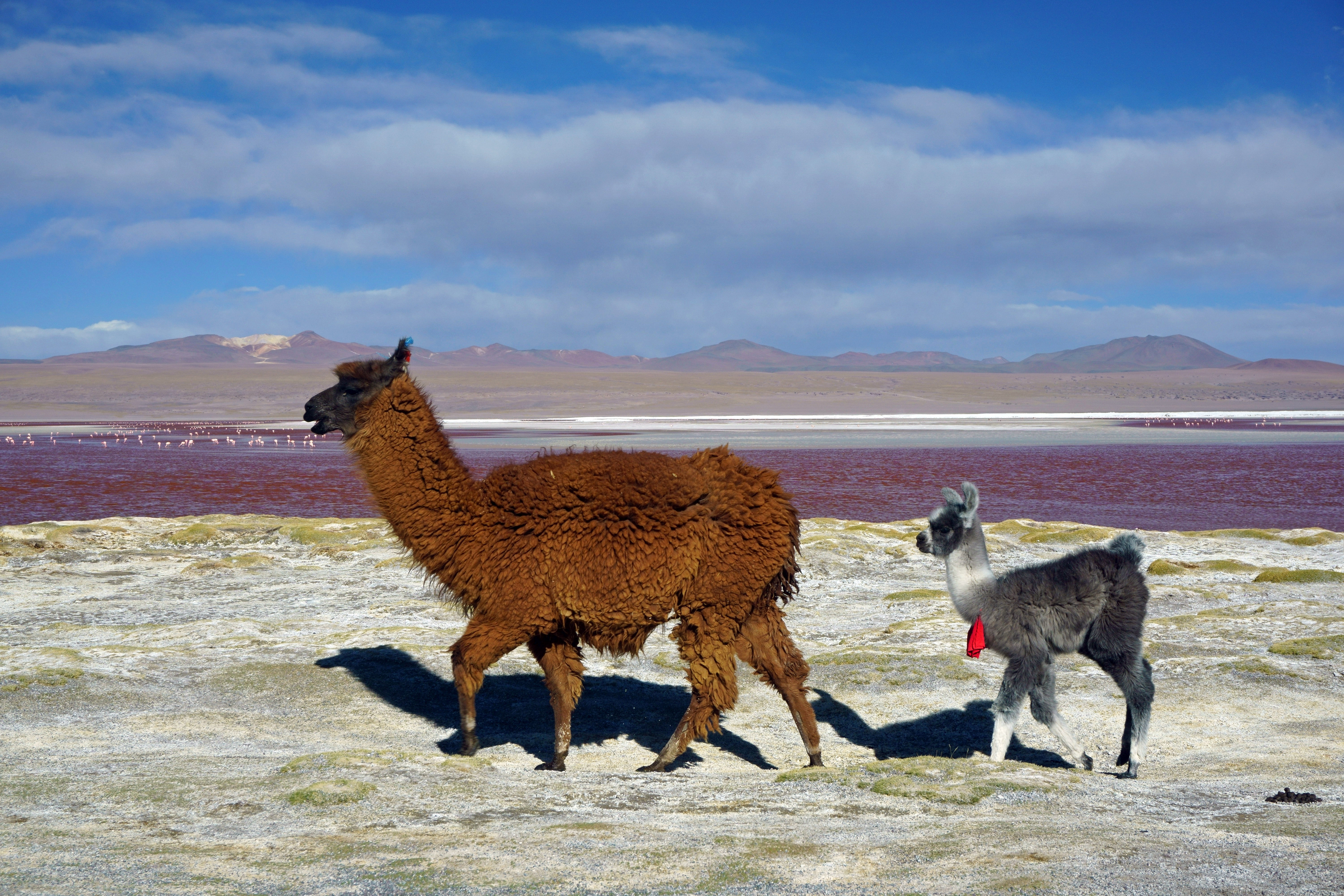
Eine Mutter und ihr Cria

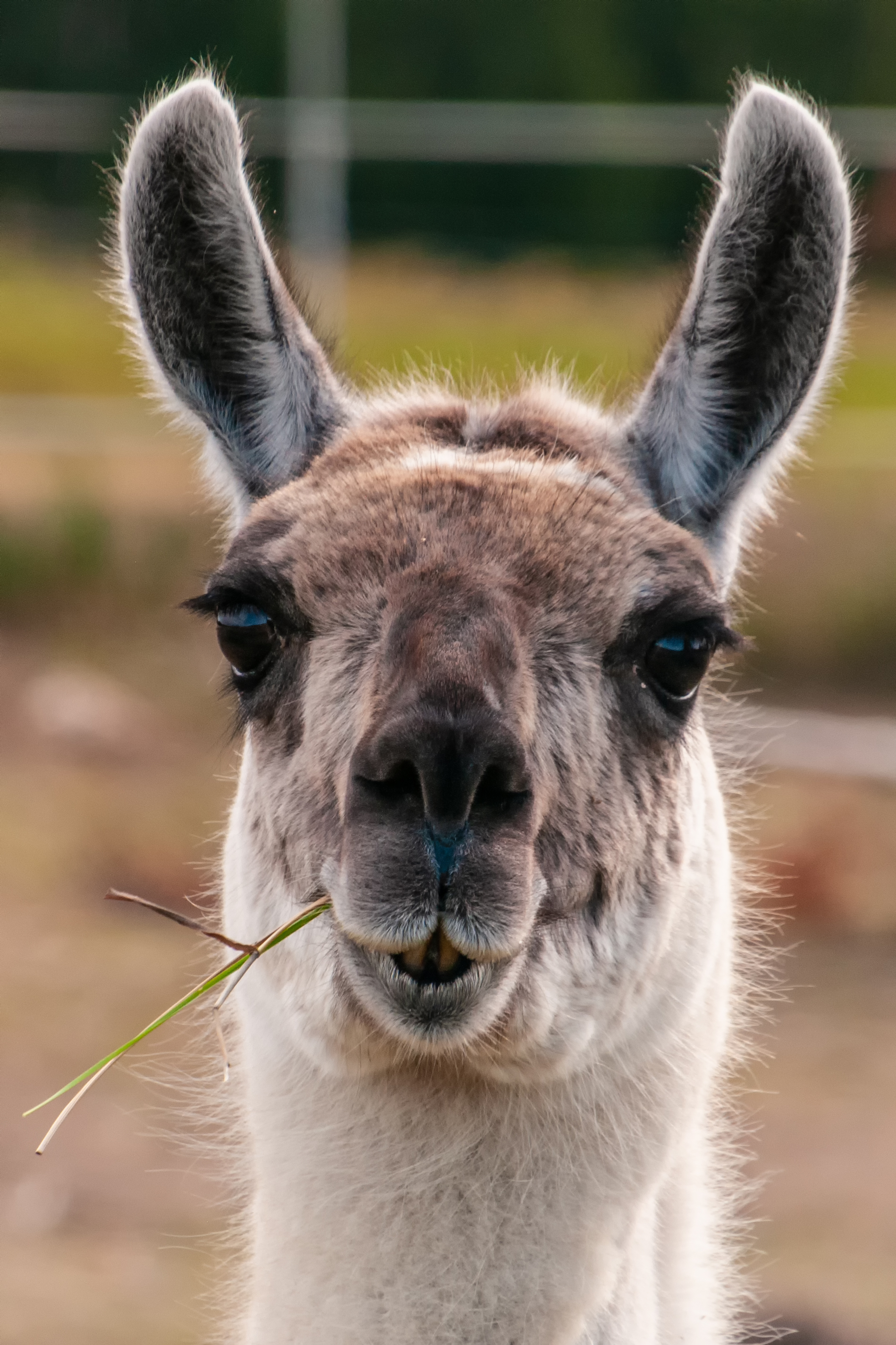
Lamaporträt

### Geschichte
Die wildlebende Ahnenform des Lamas ist Lama guanicoe cacsilensis, die nördliche Unterart des Guanakos. Gestützt auf archäologische Befunde und DNA-Analysen wird von einer unabhängigen Domestizierung an mehreren Orten in den Anden ausgegangen. Früheste Hinweise liegen von archäologischen Stätten aus der peruanischen Puna in Meereshöhen von etwa 3200 Metern vor, die bis zu 5000 Jahre alt sind. Hinweise auf domestizierte Tiere sind etwa die Größe (Lamas sind größer als Guanakos), die Lage und Struktur der Siedlungsstätten und die Altersstruktur der ergrabenen Knochenfunde (höherer Anteil sehr junger Tiere). Da alle amerikanischen Kamelverwandten (Alpaka, Vikunja, Lama, Guanako) fruchtbar untereinander kreuzbar sind, sind im modernen Haustierbestand umfangreiche Hybridisierungen möglich und nach genetischen Analysen auch tatsächlich erfolgt. In jüngerer Zeit wurden Lama und Alpaka in großem Umfang miteinander gekreuzt, um Tiere zu erhalten, die größer und damit ertragreicher sind als Alpakas, aber die feinere und teurer bezahlte Alpakawolle liefern sollen.
Alle Zivilisationen des Andenraums nutzten das Lama. Es diente vor allem als Lasttier – auf dem amerikanischen Doppelkontinent wurde kein anderes Tier zu diesem Zweck domestiziert. Daneben ist auch die Wolle nutzbar, obwohl hier das Alpaka als wertvoller erachtet wurde. Die indigenen Völker der Anden aßen außerdem das Fleisch des Lamas, fertigten Leder aus seiner Haut, machten Kerzen aus seinem Fett und nutzten die Exkremente als Brennstoff.
Für die Zivilisation der Inka war das Lama von überragender Bedeutung. Über zehn Millionen Lamas wurden zur Zeit der spanischen Eroberung Südamerikas von den Inka und ihren Vasallenvölkern gehalten, mit der spanischen Conquista verlor das Tier allmählich an Bedeutung zugunsten von Pferden und Schafen. Es wird angenommen, dass der Bestand in den hundert Jahren, die auf die Eroberung folgten, um etwa 90 Prozent zurückging.

### Heutige Nutzung
Das Lama wird in unzugänglichen Regionen der Anden immer noch als Lasttier verwendet. Insgesamt werden in Südamerika heute etwa drei Millionen Lamas gehalten, vorwiegend wegen ihres Fleisches und ihrer Wolle. Doch auch außerhalb Südamerikas wird es inzwischen gezüchtet. Auch in Europa werden Lamas gezüchtet und die Wolle geschoren und verarbeitet.

## Verhalten und Rangordnung
Lamas sind gewohnt in Herden zu leben, angeführt von einer Leitstute. Sie sind klassische Fluchttiere, jedoch nicht so stark ausgeprägt wie etwa bei Pferden. Die weiblichen Tiere sind ranghöher als männliche. Letzteren obliegt jedoch die Verteidigung der Herde. Rangkämpfe unter Hengsten werden mit wütenden Schreien und Bissen sowie Verfolgungsjagden ausgetragen, bis sich eines der Männchen dem anderen unterordnet. Dessen ungeachtet sind Lamas friedliche Herdentiere. Vertriebene Junghengste leben oft in einer Hengstherde zusammen.

### Körpersprache
Über ihre Körperhaltung signalisieren Lamas ihre Stimmung. Wenn die Ohren aufgerichtet sind und der Schwanz nach unten hängt, ist es ist entspannt. Geht der Schwanz nach oben, ist dies ein Ausdruck erhöhter Aufmerksamkeit und Anspannung. Sind die Ohren nach hinten gelegt und der Schwanz unten, signalisiert das Lama, dass es sich dem ranghöheren Lama oder Menschen, der es führt, unterordnet.
Wenn die Ohren angelegt sind und der Schwanz hoch steht, fühlt sich das Lama unwohl. Bei gurgelnden Geräuschen ist Vorsicht angesagt. Sind die Ohren länger angelegt und ein anderes Lama kommt zu nahe, kann es mit hoch aufgerichteter Nase einen Warnschuss spucken, was zwischen den Tieren durchaus regelmäßig vorkommt. Anlass sind Futterneid, Rangfolgekämpfe oder Paarungsverhalten (eine Stute signalisiert so, dass der Hengst sie nicht mehr begatten soll – er wird „abgespuckt“).

### Spucken und aggressives Verhalten
Lamas spucken im Regelfall auf ihre Artgenossen und nicht auf den Menschen. Geschieht dies trotzdem, so weist dies oft auf eine Fehlprägung hin, oder aber das Lama wurde äußerst belästigt oder sogar gequält. In der Regel spucken sie, um ihre Dominanz in der Herde zu zeigen und das Rangverhältnis zwischen den Artgenossen zu klären oder aufdringliche Artgenossen auf Distanz zu halten. Dabei beweisen sie eine erstaunliche Treffsicherheit. Meistens wird halb verdauter Mageninhalt gespien, dies allerdings nur in kleinen Mengen. Die halbflüssige, grünliche Masse ist übelriechend, ansonsten aber harmlos und leicht abwaschbar. Gedeckte Lamastuten spucken auch Lamahengste an, um sie daran zu hindern, sie erneut zu decken, ein Hinweis darauf, dass die Stute tragend ist. Ein besonders aggressives Verhalten einiger junger, meist männlicher Lamas und Alpakas gegenüber Menschen infolge einer Fehlprägung stellt das Berserk male syndrome (BMS) dar. Es tritt mit dem Eintritt der Geschlechtsreife auf und kann zu aggressivem und für den Menschen gefährlichem Dominanzverhalten führen.

## Lamas in der Therapie
Lamas werden wegen ihres gutmütigen, sanften Charakters in der tiergestützten Therapie eingesetzt.